# 馬奎茲隕石坑
馬奎茲隕石坑是位於美國德克薩斯州萊昂縣，大約在奧斯丁東北方177 km（110 mi）的一個小鎮馬奎茲的隕石坑。
它的直徑為12.7 km（8 mi），估計年齡為5800±200萬年（古新紀）。這個隕石坑為露出在地面上。